# Miradouro das Ribeiras

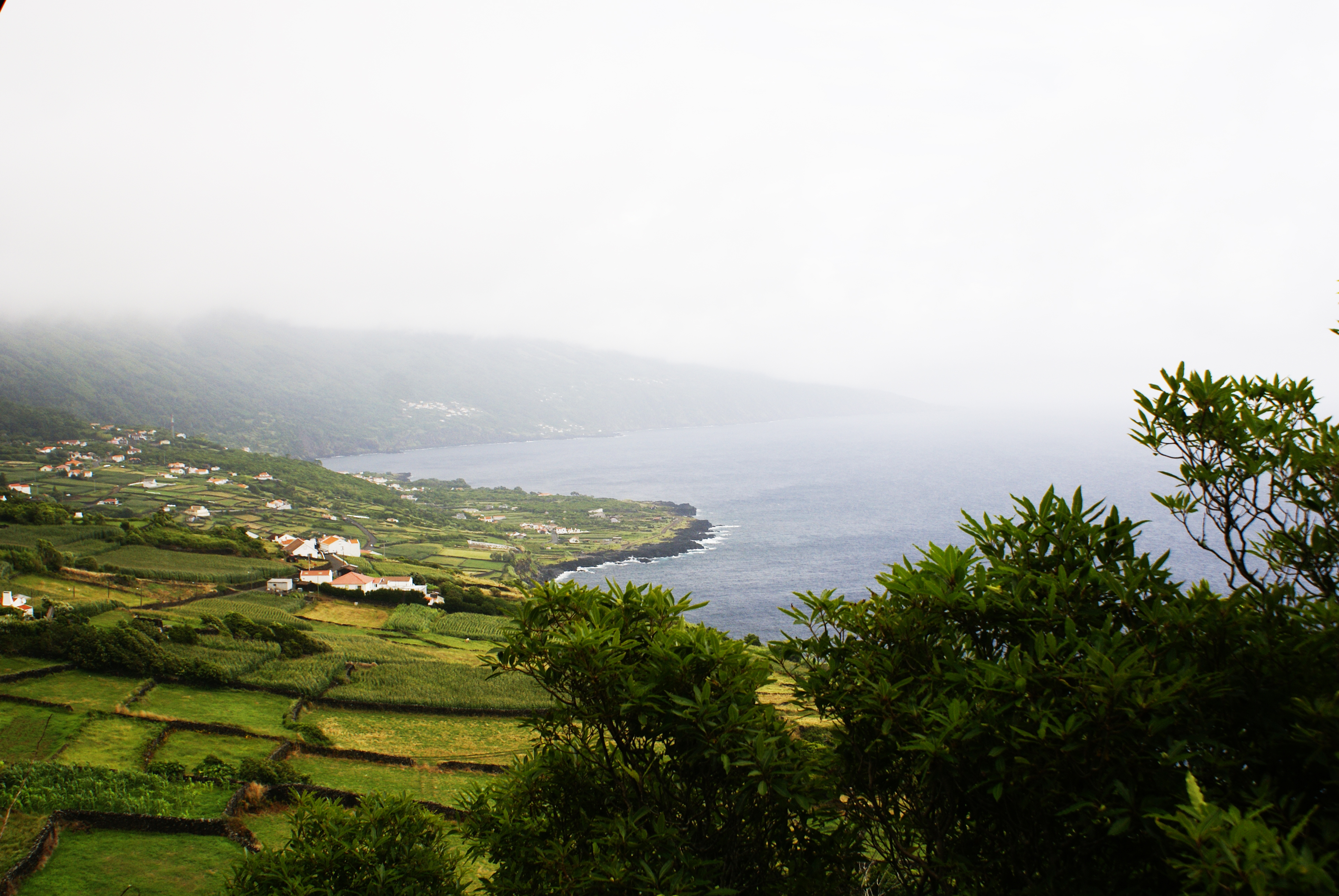
Miradouro das Ribeiras, vistas.

O Miradouro das Ribeiras é um mirante português localizado na freguesia das Ribeiras, concelho das Lajes do Pico, ilha do Pico, arquipélago dos Açores.
Este miradouro localizado a uma cota de altitude entre os 400 e os 500 metros oferece uma vista bastante ampla sobre parte da costa da ilha do Pico e particularmente da localidade das Ribeiras. 